# Christian Cantwell
Christian Cantwell (Jefferson City, Missouri, 1980. szeptember 30. –) világbajnok amerikai atléta.

## Pályafutása
A 2008-as pekingi olimpián 21,09-ot lökött a szám döntőjében, mely az ezüstéremre volt elég a lengyel Tomasz Majewski 21,51-es eredménye mögött.
A 2009-es berlini világbajnokságon, 22,03-as lökésével aranyérmes lett az olimpiai bajnok Majewski és a német Ralf Bartels előtt. Ezentúl további két aranyérmet jegyez a fedett pályás világbajnokságról.

## Egyéni legjobbjai
Szabadtér
- Súlylökés – 22,54
- Diszkoszvetés – 59,32
- Kalapácsvetés – 54,94

Fedett
- Súlylökés – 22,18